# Soldat (singolo)
Soldat è un singolo della cantante francese Aya Nakamura, pubblicato il 13 settembre 2019 come quatro estratto dal secondo album in studio Nakamura. La produzione del singolo è stata affidata a Aloïs Zandry e Vladimir Boudnikoff.

## Classifiche
| Classifica (2019) | Posizione massima |
| ----------------- | ----------------- |
| Belgio (Vallonia) | 65                |
| Francia           | 8                 |